# Paraskevas Christou
Paraskevas Christou (* 2. Februar 1984 in Larnaka) ist ein zyprischer ehemaliger Fußballspieler.
Christou spielt seit seiner Jugend beim AEK Larnaka. Dort begann auch seine Karriere in der ersten Männermannschaft des AEK Larnaka. Zur Saison 2008/09 wurde er von APOEL Nikosia verpflichtet, konnte sich dort aber nicht richtig durchsetzen und wechselte zur Saison 2009/10 zum Omonia Nikosia. Auch hier bestritt er nur 5 Meisterschaftsspiele. Er ging zu Alki Larnaka und entschied sich nach zwei Jahren, in Rumänien weiterzuspielen. Bis 2015 war er aktiv. Für die Nationalmannschaft Zypern bestritt er zwischen 2007 und 2012 30 Länderspiele.